# Anikiej Stroganow
Anikiej Stroganow (1497–1570) – przedstawiciel rodu Stroganowów. Założyciel osady Usolsk nad Wyczegdą. Zbudował ekonomiczną i polityczną potęgę swojego rodu.